# کوین شیدی
کوین شیدی (انگلیسی: Kevin Sheedy؛ زادهٔ ۲۱ اکتبر ۱۹۵۹) بازیکن بازنشستهٔ فوتبال اهل جمهوری ایرلند است. او بیشتر دوران بازی‌اش را در تیم اورتون سپری کرد.
از باشگاه‌هایی که در آن بازی کرده‌است می‌توان به بلکپول، نیوکاسل، اورتون و لیورپول اشاره کرد.
وی همچنین در تیم ملی فوتبال جمهوری ایرلند بازی کرده‌است.